# Parc Natural Comunal de les Valls del Comapedrosa
El Parc Natural Comunal de les valls del Comapedrosa és un espai natural protegit a Andorra. Ocupa una superfície de 1.543 ha a la parròquia de la Massana, a l'oest del principat. El parc es troba a una zona muntanyosa amb clima dur que inclou el punt culminant del país: el pic de Comapedrosa (2 942 m). Les glaciacions de l'era quaternària han modelat el relleu del parc i l'han dotat de circs i de llacs d'origen glacial. La bellesa dels paisatges així com la riquesa de la fauna i flora en fan un lloc preuat pels senderistes. El parc és usat principalment als nostres dies per les activitats recreatives a l'aire lliure que han reemplaçat la pràctica tradicional de la ramaderia.

## Geografia

### Localització

Mapa dels espais naturals protegits d'Andorra

El Parc Natural Comunal de les Valls del Comapedrosa es troba a la parròquia de la Massana a l'oest d'Andorra. El poble més pròxim és Arinsal, situat a un centenar de metres del límit meridional del parc. El parc ocupa una superfície de 1 543 Ha i s'estén sobre aproximadament 6 km d'oest a est i 2 km de nord a sud.
El seu límit occidental coincideix amb la frontera hispano-andorrana mentre el seu límit septentrional se superposa en part a la frontera franco-andorrana. El parc és una continuïtat de dos altres espais naturals protegits, el Parc Natural Regional dels Pirineus Ariejans al costat francès i el Parc Natural de l'Alt Pirineu al costat català. Al sud del parc es troba el domini esquiable d'Arinsal, pertanyent a l'estació de Vallnord.

### Orografia
Els dos cims més alts del país, el pic de Comapedrosa (2 942 m) i la Roca Entravessada (2 928 m) estan situats a la part occidental del parc. Aquesta última comprèn altres muntanyes que ronden els 2 900 metres d'altitud : el pic de Medacorba (2 913 m), el pic de Sanfonts (2 889 m), el pic de Baiau (2 885 m) i la agulla de Baiau (2 860 m). El punt més baix del parc està situat a prop de la seva extremitat meridional i es troba a una altitud de 1 500 m. El parc pertany doncs a l'alta muntanya pirinenca.

Pel que fa a la geologia, com en tot el conjunt del nord-oest d'Andorra, la majoria de les roques són datades del cambrià i l'ordovicià. El relleu ha estat principalment modelat per les glaciacions de l'era quaternària, a l'origen de la formació de circs glacials,. Es distingeixen tres circs principals: el circ de Comapedrosa situat a l'oest (i orientat a l'est) i els circs del Pla de l'Estany i de Momantell, tots dos situats al nord (i orientats al sud). Aquests circs posseeixen tots un substrat comú d'esquist poc metamòrfic. Cal destacar que el Parc Natural es caracteritza igualment per la presència de roques d'origen volcànic com la riolita.

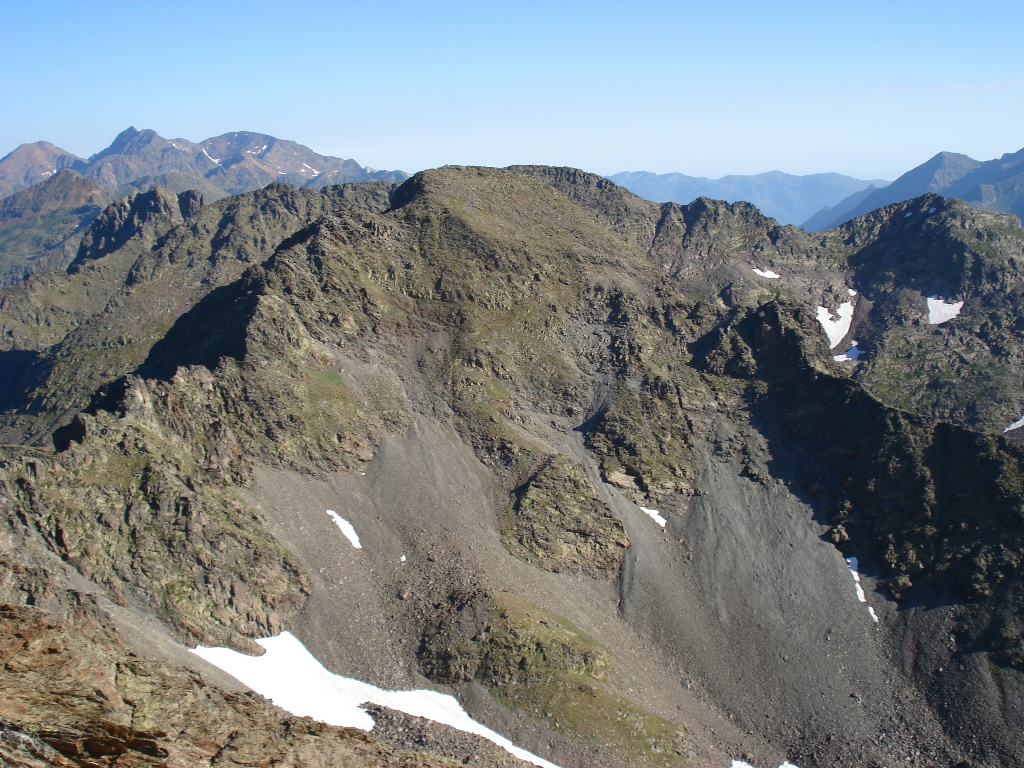
Roca Entravessada
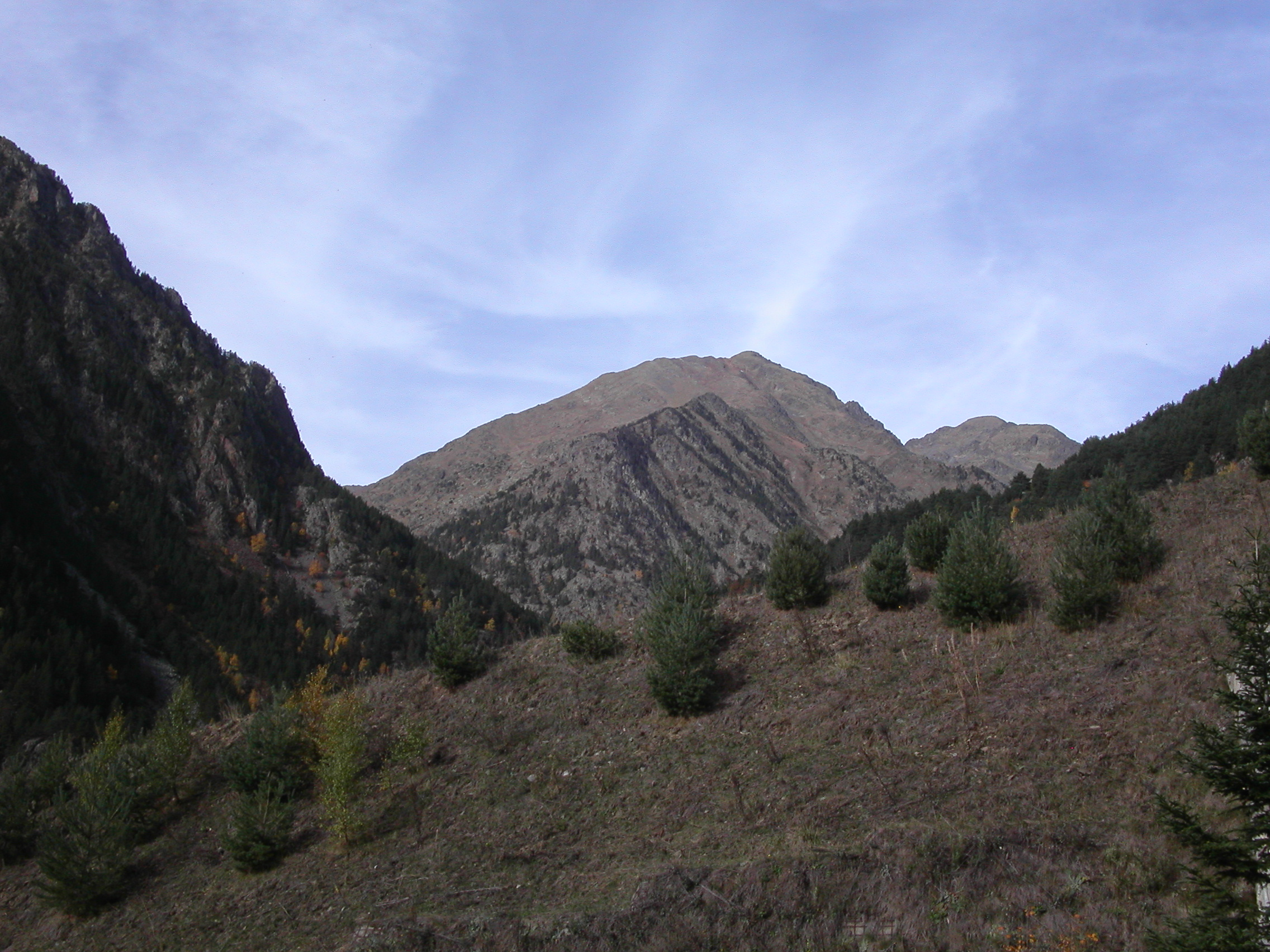
Comapedrosa
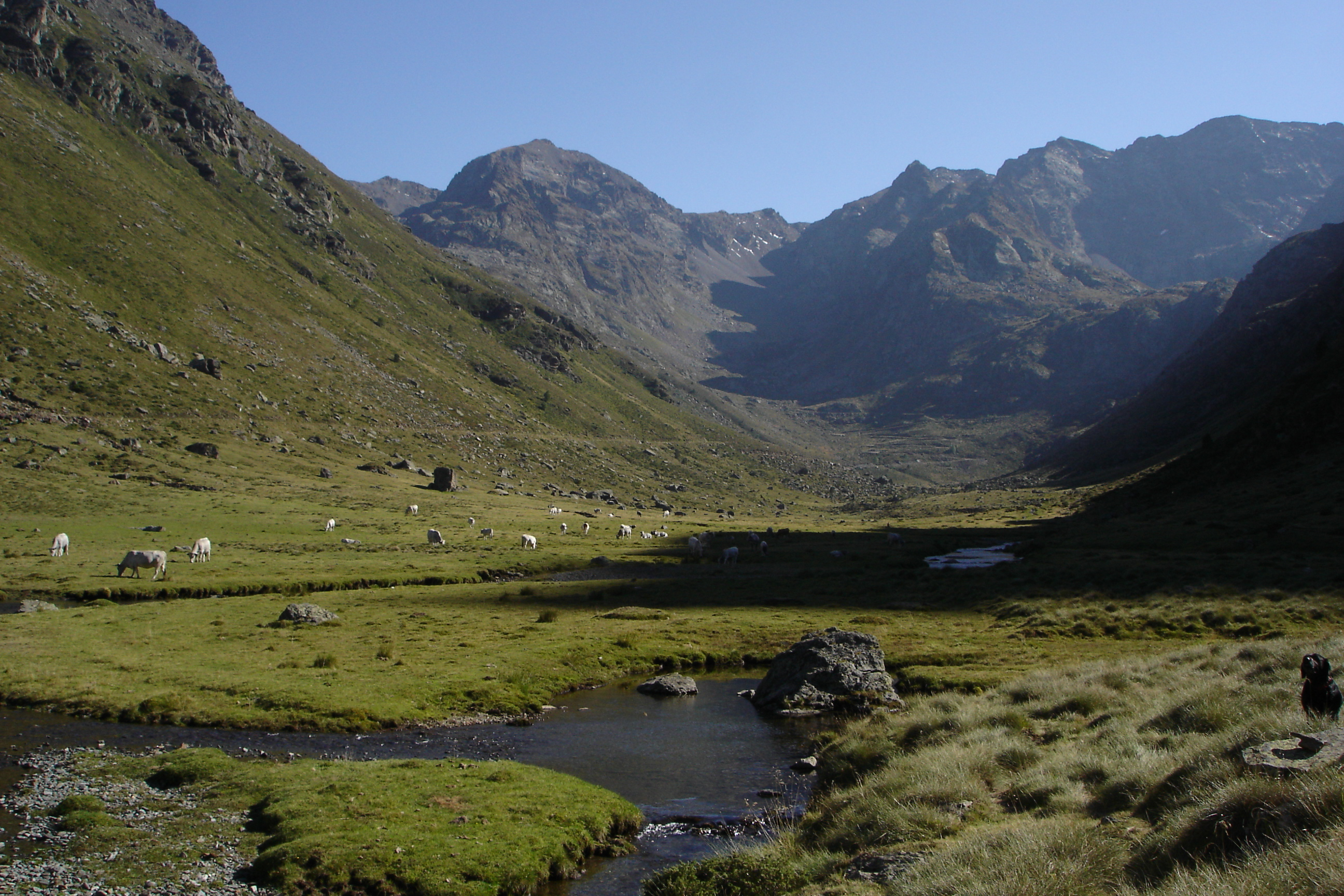
Pic de Medacorba, des de França

### Hidrografia
El Parc Natural Comunal de les Valls del Comapedrosa format part de la conca hidrogràfica del riu d'Arinsal, de 3 km de llarg i afluent de la Valira del Nord. Tanmateix el principal curs d'aigua del parc és el riu Pollós. Aquest fa 3,9 km de longitud i encara que és un afluent del riu d'Arinsal col·lecta les aigües del riu de Comallempla, del riu de Comapedrosa i del riu d'Areny.

Molts llacs d'origen glacial es troben disseminats pel parc. Els estanys Forcats constitueixen no només la més extensa làmina d'aigua del parc (aproximadament 2 ha) sinó que també són els llacs més alts del país. Entre els altres llacs del parc natural figuren l'estany Negre i l'estany de les Truites.

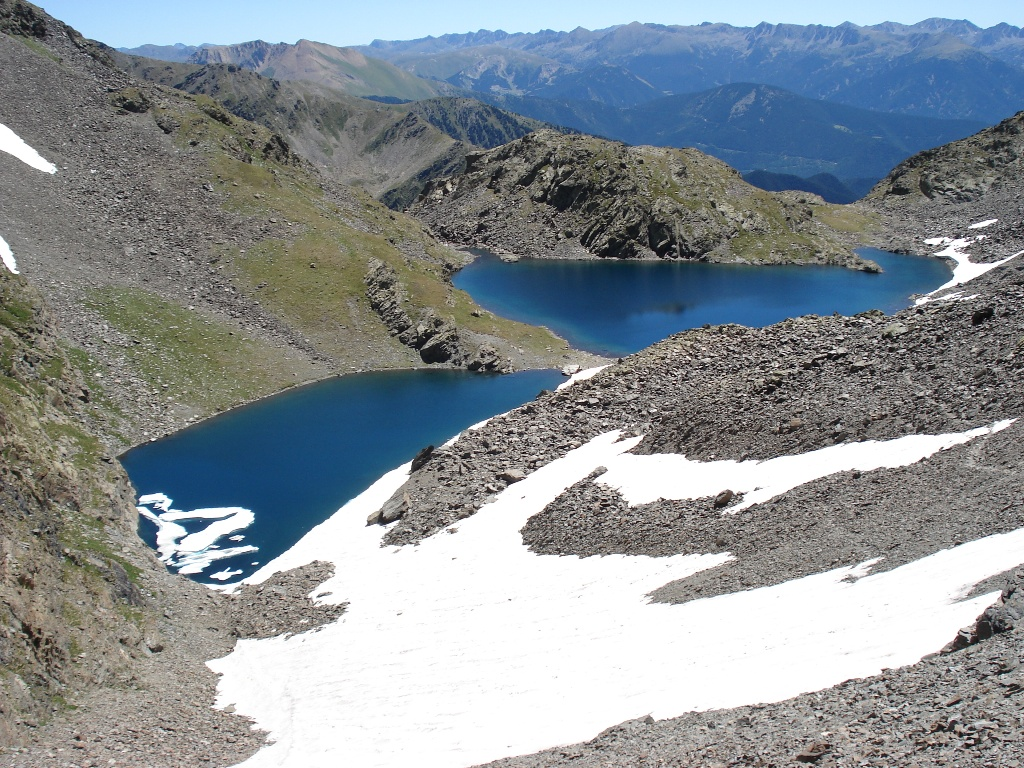
Estanys Forcats
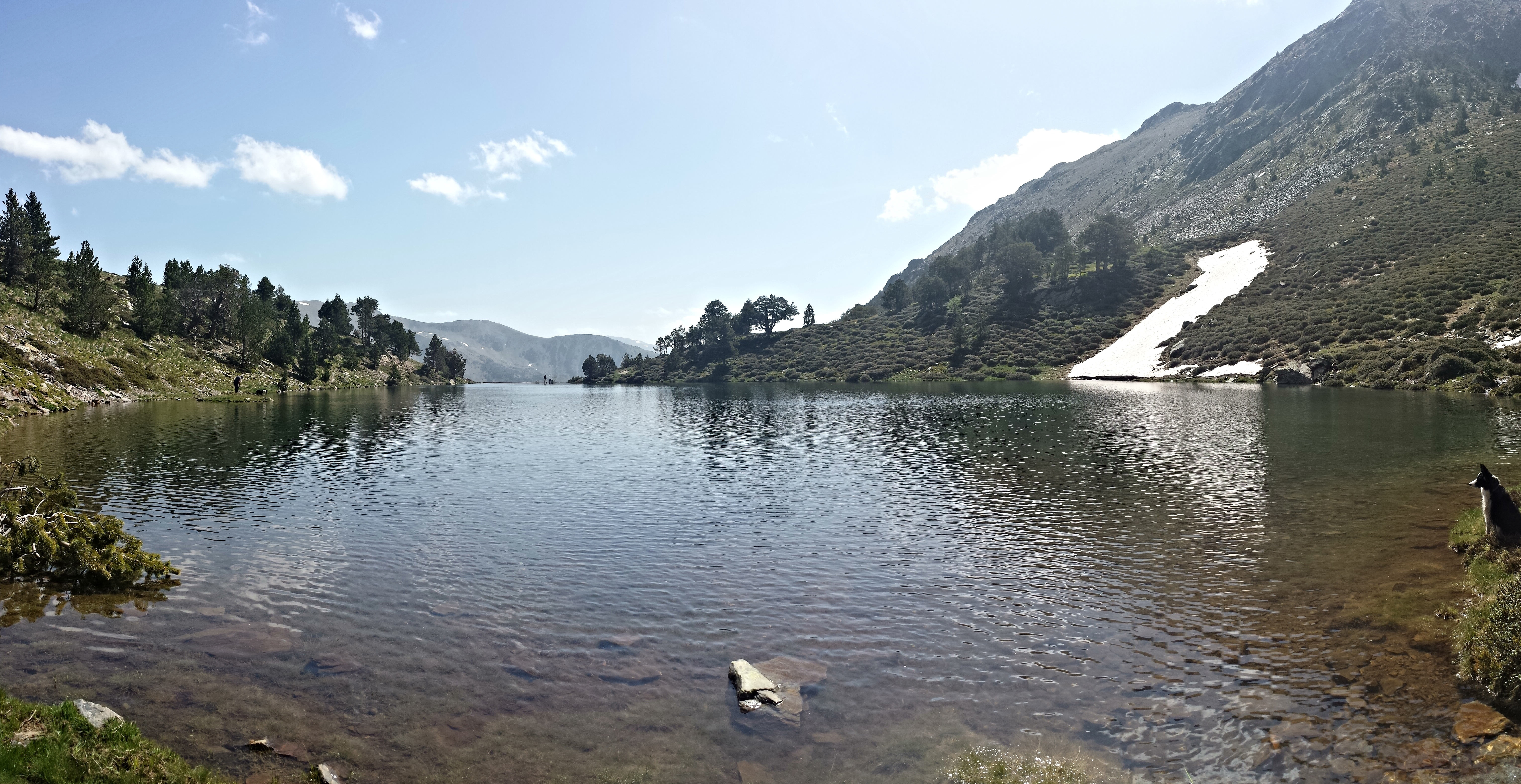
Estany de les Truites
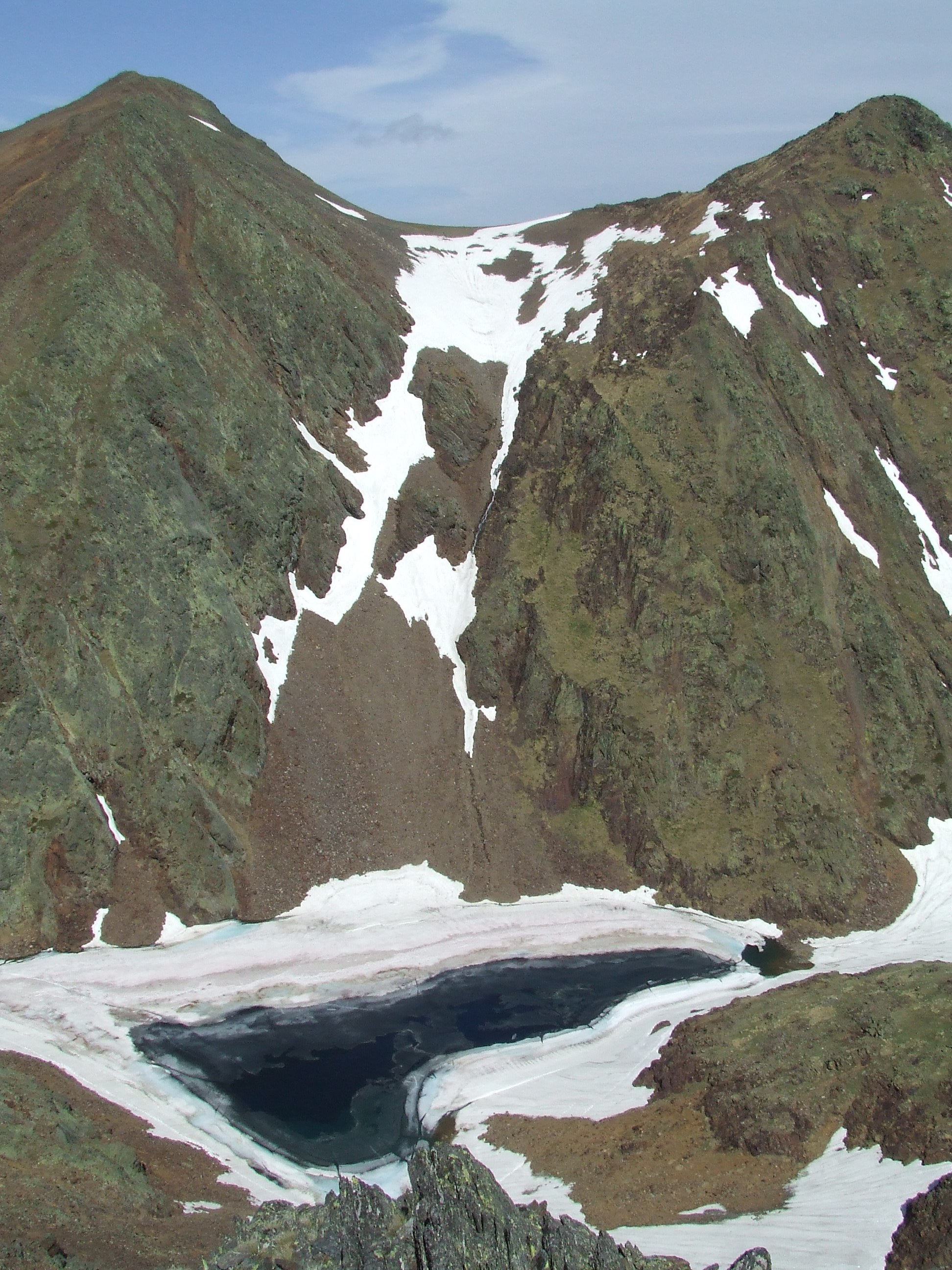
Estany Negre i pic de Sanfonts.

### Clima
Hi ha instal·lada una estació meteorològica al parc a prop dels estanys Forcats a una altitud de 2 638 m, la qual cosa ha permès aprofundir els coneixements en relació amb el clima del massís del Comapedrosa
El clima del parc és de tipus muntanyenc. Les zones més elevades es troben sota influència atlàntica, mentre les zones més baixes reben la influència mediterrània. Els hiverns són freds amb temperatures mitjanes negatives al gener mentre els estius són més aviat càlids amb temperatures mitjanes que poden arribar a 15 °C al juliol Les precipitacions anuals són d'aproximadament 1.000 mm ,.

## Fauna i flora

### Fauna
El parc presenta una important biodiversitat amb 143 espèces de vertebrats representades que significa el 75% de les espècies de tota Andorra.
Amfibis
- tritó pirinenc (Euproctus asper): espècie endèmica dels Pirineus.[1][8]

Insectes
- El parc conté 79 espèces de papallones diürnes, és a dir, la meitat de les inventariades arreu del país.[1]

Mamífers
- toixó (Meles meles)[8]
- talpó roig (Myodes glareolus)[3]
- cabirol (Capreolus capreolus)
- esquirol
- fagina (Martes foina)
- ratolí de bosc (Apodemus sylvaticus)
- musaranya aquàtica pirinenca (Neomys fodiens)[1]
- guineu (Vulpes)

Ocells
- cuereta blanca (Motacilla alba)[3]
- merla d'aigua (Cinclus cinclus)[1][8]
- tallarol de casquet (Sylvia atricapilla)
- oreneta cuablanca (Delichon urbicum)
- mallerenga blava (Cyanistes caeruleus)
- mallerenga carbonera (Parus major)
- pit-roig (Erithacus rubecula)
- cargolet (Troglodytes troglodytes)

Rèptils
- sargantana pallaresa (Iberolacerta aurelioi):[1] espècie endèmica dels Pirineus.

### Flora

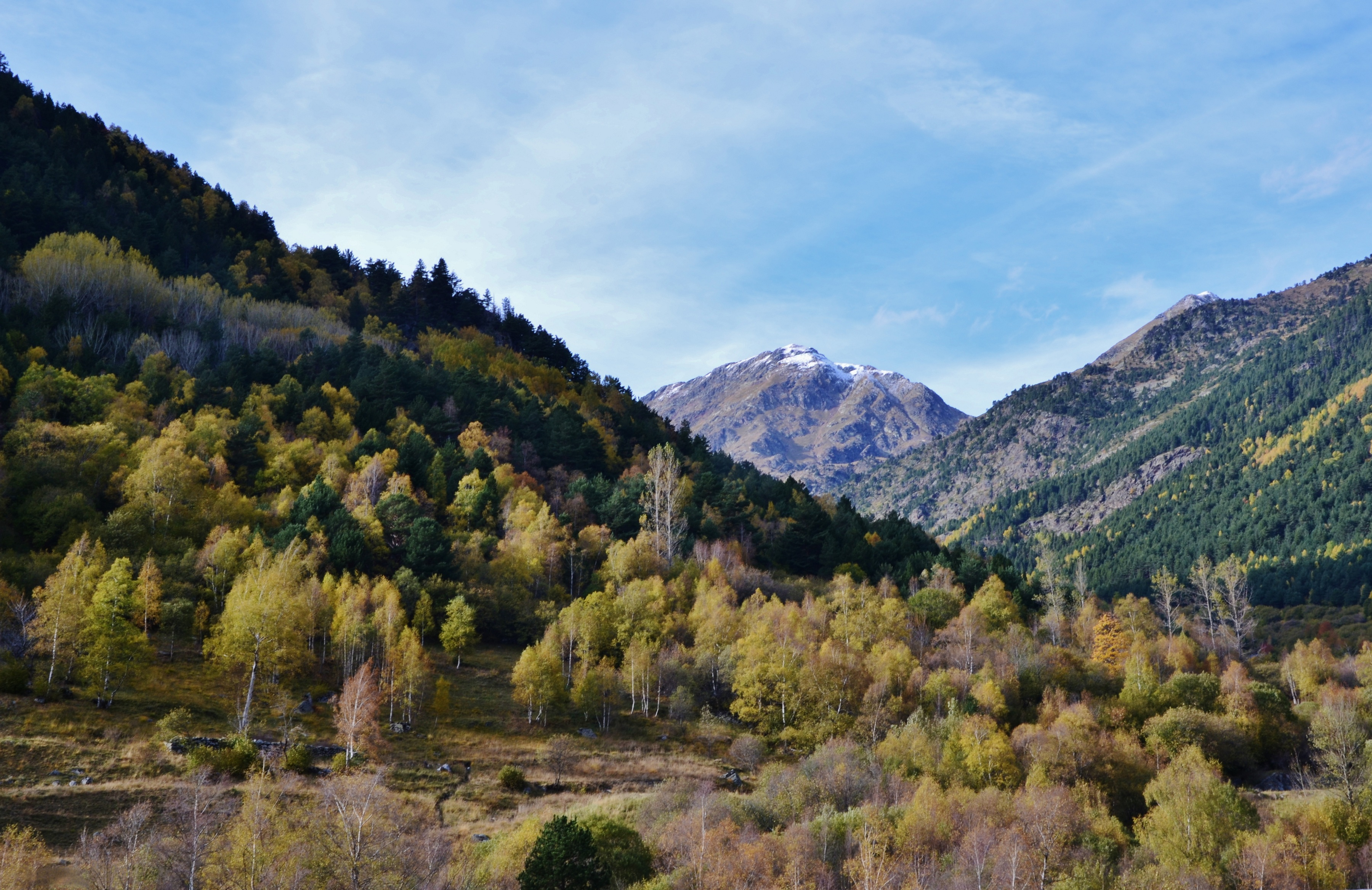
Zona forestal del parc

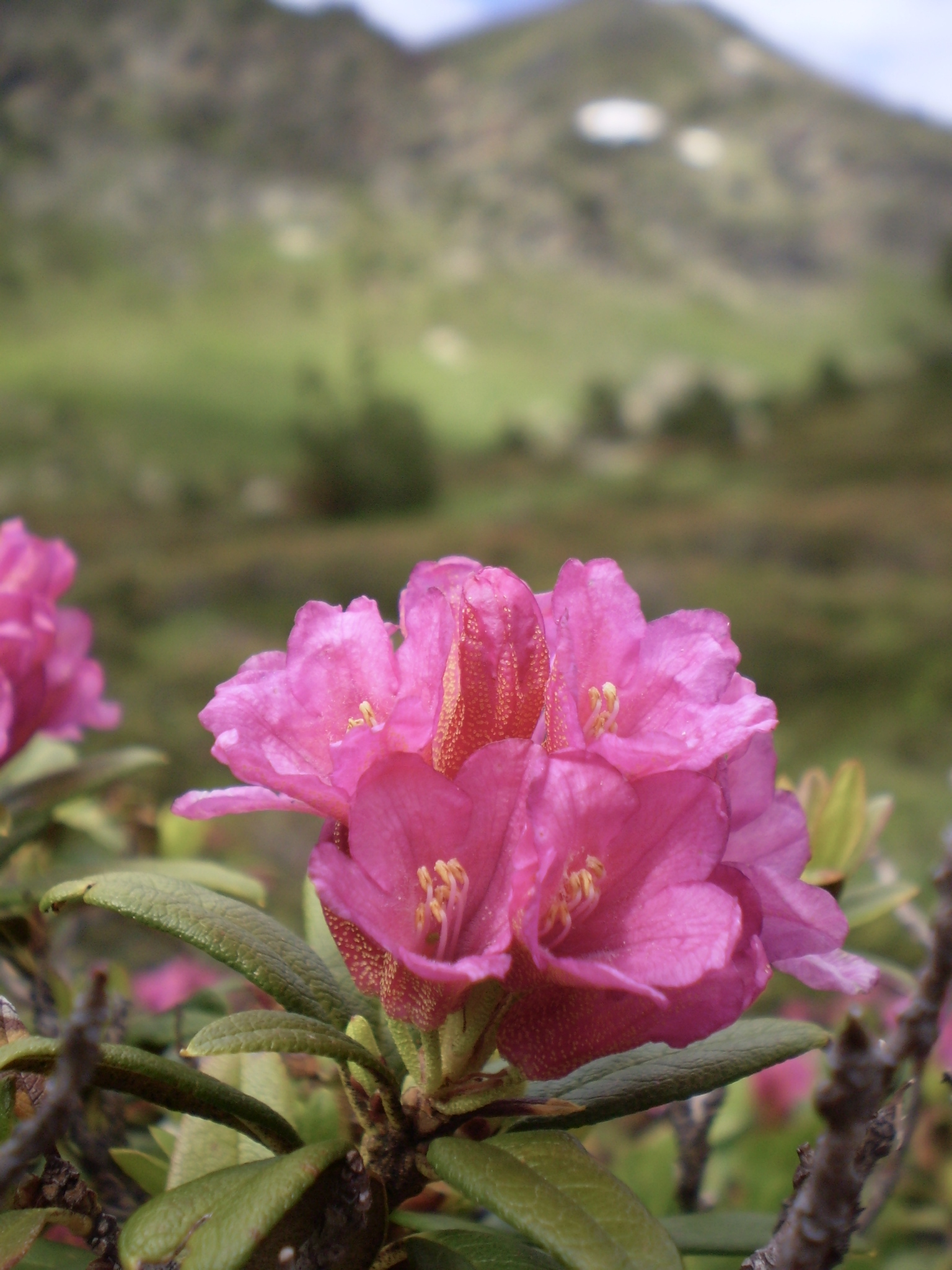
Neret al massís del Comapedrosa

#### Arbres i arbustos
Els boscos només son presents a la part meridional del parc. Essencialment son pinedes de pi roig (Pinus sylvestris) i de pinassa (Pinus negra). S'hi troba igualment d'altres espècies de coníferes com ara l'avet blanc (Abies alba). Les altres espècies de les zones forestals inclouen el bedoll (Betula pubescens), el corylus (Corylus avellana), el Gatsaule (Salix caprea) i el trèmol (Populus tremula).
Els boscos no es desenvolupen als pisos superiors del parc, on són substituïts per arbusts les espècies principals dels quals són el ginebre comú (Juniperus communis), la boixerola (Arctostaphylos uva-ursi), el neret (Rhododendron ferrugineum) i el nabiu (Vaccinium myrtillus). També trobem el saüc racemós (Sambucus racemosa).

#### Plantes herbàcies
Les plantes herbàcies dominen a alta altitud i constitueixen les gespes silicoses o mesòfiles. Les principals espècies són les de gènere Festuca (Festuca skia, Festuca spadicea i Festuca airoides). Coexisteixen amb altres espècies com Nardus stricta, Carex curvula o Arrhenatherum elatius.

## Història

### Activitats tradicionals
Els territoris que ara ocupen el parc eren tradicionalment una zona de cria com ho demostra la presència de barraques de vinya (cabanes i orris) com ara l'orri de Montmantell o la cabana de Comapedrosa. Els camins del massís eren antigament els únics mitjans de comunicació entre els pobles de la parròquia de la Massana i les veïnes valls franceses i catalanes. Actualment, el massís de Comapedrosa està dedicat a les activitats a l'aire lliure com l'excursionisme, la pràctica de la qual es desenvolupa principalment durant la temporada d'estiu.. Prop de 10500 persones visiten el parc cada estiu.

### Protecció

Logo del Conveni de Ramsar.

El primer estudi per a la creació d'un parc natural a la zona va ser escrit el 2001 pel Comú de La Massana. Això va provocar la creació del parc el 18 de desembre de 2003 confirmat pel butlletí oficial del Principat d'Andorra. El 27 de juliol de 2006, el parc va ser ampliat per ocupar la seva superfície actual de 1543 ha. Finalment, el 14 d'abril de 2014, les zones humides del parc van ser classificades pel Conveni de Ramsar.

### Coordinació transfronterera
El 24 d'agost de 2018 es signà a La Massana un protocol de cooperació permanent de quatre parcs naturals existents que esdevenen el Parc Pirinenc de les Tres Nacions. Es tracta del Parc Natural de l'Alt Pirineu a Catalunya, del Parc Natural Regional dels Pirineus Ariejans a l'Arieja a Occitània i dels dos parcs naturals comunals d'Andorra: Parc Natural de la vall de Sorteny i el Parc Natural Comunal de les Valls del Comapedrosa.

## Excursions

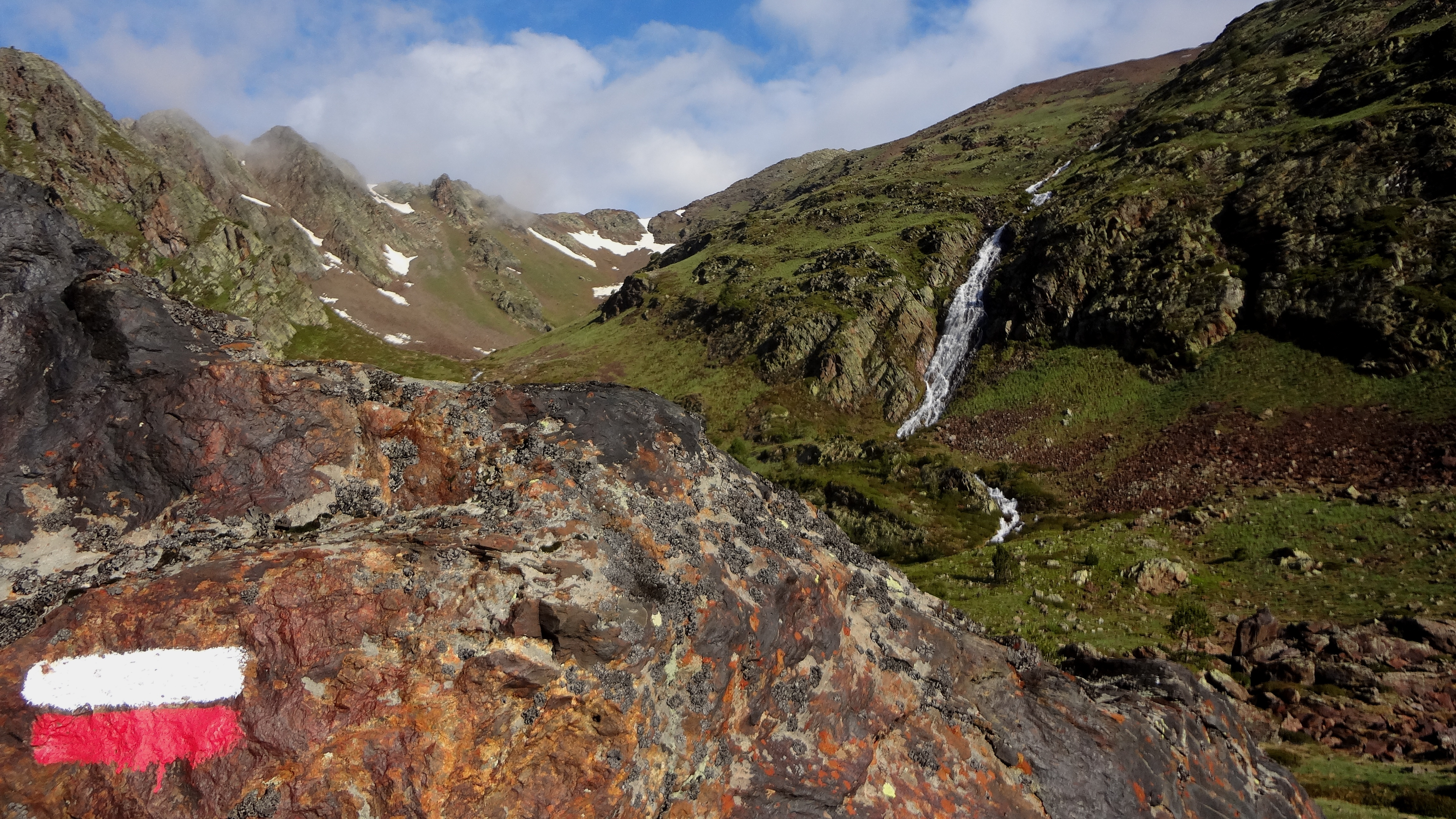
El GR 11 a prop del pic de Sanfonts.

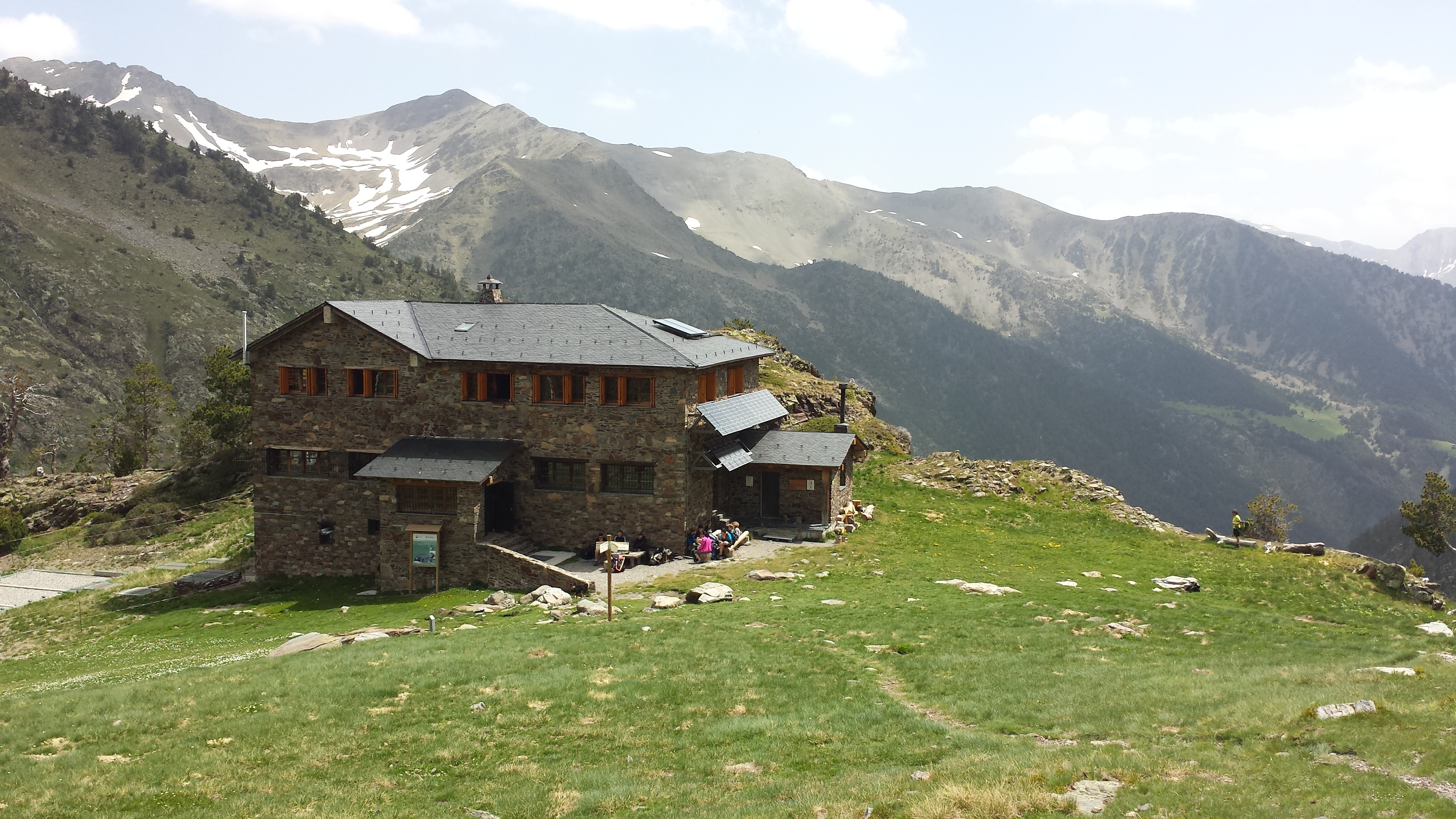
El refugi de Comapedrosa

El Parc Natural Comunal de les valls del Comapedrosa és travessat pel GR 11 que el creua des del port de Baiau per dirigir-se cap a l'estany Negre, el refugi de Comapedrosa i seguir cap al poble d'Arinsal. Al parc podeu fer altres rutes de senderisme de gran recorregut, com ara el GRP, que us permet recórrer Andorra o fins i tot el GR 11.1 (un ramal del GR11 que entra al parc pels estanys Forcats i enllaçant Arinsal pel refugi del Pla de l'Estany).
A part d'aquestes rutes de senderisme de llarga distància, el parc disposa de rutes d'ecoturisme que permeten descobrir la flora i la fauna del parc. També és possible fer excursions a cavall pel parc.
El parc disposa de quatre refugis destinats als senderistes El més important és el refugi de Comapedrosa, guardat durant els mesos d'estiu i amb capacitat per 49 persones. Els tres altres refugis no són guardats i d'una capacitat clarament més modesta: refugi de les Fonts, refugi del Pla de l'Estany i refugi d'Estanys Forcats.

## Documentals
Comapapedrosa. Secrets d'un Parc Natural és una pel·lícula documental del 2015, dirigida per Jaume Riba i produïda pel Comú de la Massana i pel mateix director. El documental, presentat a La Massana al juny del 2015, es va crear en el marc de la creació del Centre d'Interpretació de la Vall, situat a Arinsal. L'obra retrata el patrimoni natural més valuós de la parròquia de la Massana.